# Antonio Rodrigue
Antonio Rodrigue est un Politicien Haïtien, et présentement le Représentant Permanent d'Haïti au Nations Unies. Il était le ministre des Affaires étrangères et le 164e Chancelier d'Haïti du 13 mars 2017 just qu'au 17 Septembre 2018.

## Biographie
Antonio Rodrigue est diplômé de l'Institut National de Gestion des Hautes Études Internationales (INAGHEI) et de l'École de Diplomatie de Rio Branco au Brésil. À la fin de ses études, il entre au ministère des Affaires étrangères, puis est nommé consul d'Haïti à Genève en Suisse. Il évolue ensuite au sein de l'ambassade d'Haïti en France, puis au sein de la représentation de son pays à l'ONU pendant dix ans. En 1999, Antonio Rodrigue est transféré à l'ambassade du Venezuela. En 2001, il rejoint la représentation consulaire de son pays en Espagne. Il assure en parallèle les fonctions d'ambassadeur et représentant auprès l'Organisation des États américains (OEA) à Washington.
Le 13 mars 2017, le nouveau premier ministre Jack Guy Lafontant nomme Antonio Rodrigue ministre des Affaires étrangères et des Cultes. En mai 2017, il inaugure la  Chambre de Commerce Hispano-Haïtienne à Madrid. En novembre 2017, Antonio Rodrigue réduit de moitié le corps consulaire haïtien, alors composé de 1003 membres coûtant 4 295 000 $ à l'État chaque mois en salaires,, une mesure pé-initiée en juillet 2017.

### Pages liées
- Liste des ministres haïtiens des Affaires étrangères